# Нортон, Джеймс (актёр)
Джеймс Джеффри Иан Но́ртон (англ. James Norton, род. 18 июля 1985, Лондон) — английский актёр. Наиболее известен по роли Алекса Годмана в сериале BBC МакМафия и роли Андрея Болконского в мини-сериале BBC «Война и мир». Он также появился в фильмах «Гонка» и «Белль».

## Ранние годы
Нортон родился в Лондоне, Англия, в семье учителей. Его отец Хью Нортон родился в Танзании и был лектором в Школе искусства и дизайна «Хулл», а его мать звали Лавиния Нортон. Будучи по происхождению лондонцами, семья Нортонов жила в городе Малтон в районе Райдейл в Норт-Йоркшире.
Нортон получил образование в колледже Амплфорта, в независимой католической (бенедиктинской) школе в деревне Амплфорт в Норт-Йоркшире, где преуспел в театральном искусстве и теннисе. Когда ему было 15 лет, он играл в театре Стивена Джозефа в Скарборо.
C 2004 года Нортон изучал богословие в Фицуильям-колледже Кембриджского университета. Нортон получил грант от этого колледжа на поездку в Северную Индию, чтобы преподавать учащимся в шестнадцати школах.
Нортон был членом театрального клуба «Марлоу» в Кембридже и в 2007 году он сыграл Постума в постановке пьесы Уильяма Шекспира «Цимбелин», режиссёром которой стал Тревор Нанн. Нортон отмечает, что он много играл в театре во время своей учёбы в колледже.
После этого Нортон на протяжении трёх лет посещал Королевскую академию драматического искусства в Лондоне, однако оставил обучение за полгода до выпуска ради роли в 2010 году.

## Карьера
В 2009 году Нортон появился в роли одноклассника Дженн в фильме «Воспитание чувств » с Кэри Маллиган в главной роли. В 2010 году он снялся в фильме «Это лицо» в роли Генри, 18-летнего подростка, который бросил школу, чтобы ухаживать за своей психически неуравновешенной и наркозависимой матерью, которую сыграла Фрэнсис Барбер. В 2011 году Нортон снялся в роли капитана Стэнхоупа в драме времён Первой мировой войны «Конец путешествия». С марта по июнь постановка гастролировала по Великобритании, а с июля по сентябрь была поставлена в театре Герцога Йоркского в Вест-Энде. Затем Нортон сыграл роль Джеффри в постановке «Лев зимой» в Королевском театре Хеймаркет, режиссёра Тревора Нанна, с которым Нортон работал в Кембридже в постановке «Симбелин».
В фильме 2012 года «Хороший денёк для свадьбы» он сыграл Оуэна. В 2013 году он снялся в фильме «Гонка» в роли гонщика Формулы-1 Гая Эдвардса. В фильме 2013 года «Белль» он сыграл жениха главной героини, женщины смешанной расы из английского общества 18-го века. Среди телевизионных выступлений Нортона - сериал «Доктора Кто», в котором он сыграл члена экипажа советской подводной лодки времён холодной войны, и сериал «Смерть приходит в Пемберли».
Нортон получил известность благодаря роли Томми Ли Ройса, злодея из популярной криминальной драмы «Счастливая долина». Майкл Хоган из The Telegraph написал: "...прорывной звездой, которую до этого можно было увидеть лишь в нескольких небольших ролях, был дьявольски красивый 29-летний Джеймс Нортон в роли отвратительного убийцы Ройса, которого он сыграл с впечатляющей глубиной". Когда первая серия подошла к своему драматическому завершению Нортон прокомментировал это так: "В настоящее время 8 миллионов человек желают мне смерти". Нортон подтвердил, что он появится во втором сезоне сериала на церемонии вручения премии BAFTA 2015 года, и продолжил играть эту роль в третьем сезоне.
С 2014 по 2018 год Нортон впервые сыграл главную роль викария Сидни Чемберса, расследующего преступления, вместе с Робсоном Грином в роли инспектора полиции Джорди Китинга в сериале ITV «Гранчестер», основанном на рассказах Джеймса Ранси. В начале 2016 года был показан второй сезон. Третий сезон был запущен в производство осенью 2016 года и транслировался как в Великобритании, так и в США в конце весны и начале лета 2017 года. Съёмки четвёртого сезона начались в июне 2018 года.
В 2014 году он также снялся в фильмах «Северяне: сага о викингах» и «Уильям Тёрнер», биографической драме о жизни художника Дж. М. У. Тёрнера режиссёра Майка Ли. В 2015 году Нортон сыграл Дункана Гранта в мини-сериале «Жизнь в квадратах». В 2016 году Нортон появился в роли князя Андрея Болконского в мини-сериале BBC «Война и мир» режиссёра Эндрю Дэвиса. Мини-сериал снимался в России.
В период с марта по май 2016 года актёр появился в постановке Трейси Леттс «Жук» в лондонском Вест-Энде. В 2016 году он снялся в эпизоде антологического сериала «Чёрное зеркало». В период с декабря 2017 по февраль 2018 года выступал в постановке Эми Херцог «Бельвиль» в театре Донмар Уорхаус. В рамках подготовки к своей роли в «Макмафия» Нортон изучал русское боевое искусство и систему здравоохранения Systema. В 2019 году Нортон сыграл Джона Брука в драме «Маленькие женщины», снятой Гретой Гервиг.
В 2024 году он занял 31-е место в списке «100 влиятельных людей на телевидении» по версии Radio Times.

## Личная жизнь
В 2014 году Нортон приобрёл дом в лондонском районе Пекэм. 
С 2015 по 2017 находился в отношениях с актрисой Джесси Бакли.
В 2018 году начал встречаться с актрисой Имоджен Путс. В 2022 году пара объявила о помолвке. В 2023 году пара рассталась.

## Фильмография
| Год       |     | Русское название           | Оригинальное название            | Роль                   |
| --------- | --- | -------------------------- | -------------------------------- | ---------------------- |
| 2009      | ф   | Воспитание чувств          | An Education                     | парень Дженни          |
| 2009      | кор | Капитал                    | Kapital                          | Хьюго                  |
| 2012      | ф   | Хороший денек для свадьбы  | Cheerful Weather for the Wedding | Оуэн                   |
| 2012      | с   | Инспектор Джордж Джентли   | Inspector George Gently          | Джеймс Блэкстон        |
| 2012      | тф  | Неспокойная                | Restless                         | Колия                  |
| 2012      | кор | На острове                 | On This Island                   | Хадриан                |
| 2013      | с   | Замок Бландингс            | Blandings                        | Джимми Белфорд         |
| 2013      | с   | Доктор Кто: Холодная война | Doctor Who: Cold War             | Онегин                 |
| 2013      | ф   | Гонка                      | Rush                             | Гай Эдвардс            |
| 2013      | ф   | Белль                      | Belle                            | Оливер Эшфорд          |
| 2013      | с   | Любыми средствами          | By Any Means                     | Майкл Пренс            |
| 2013      | мтф | Смерть приходит в Пемберли | Death Comes to Pemberley         | мистер Генри Элвестон  |
| 2014—2023 | с   | Счастливая долина          | Happy Valley                     | Томми Ли Ройс          |
| 2014—2017 | с   | Гранчестер                 | Grantchester                     | Сидни Чэмберс          |
| 2014      | ф   | Уильям Тёрнер              | Mr. Turner                       | Фрэнсис Уиллоби        |
| 2014      | кор | Лощина                     | Hollow                           | одинокий мужчина       |
| 2014      | ф   | Викинги                    | Northmen: A Viking Saga          | Бьёрн                  |
| 2014      | ф   | Бонобо                     | Bonobo                           | Ральф                  |
| 2014      | ки  | Dragon Age: Inquisition    | Dragon Age: Inquisition          | Коул                   |
| 2015      | мтф | Жизнь в квадратах          | Life in Squares                  | Дункан Грант           |
| 2015      | тф  | Любовник леди Чаттерлей    | Lady Chatterley's Lover          | сэр Клиффорд Чаттерлей |
| 2016      | мтф | Война и мир                | War and Peace                    | Андрей Болконский      |
| 2017      | ф   | Коматозники                | Flatliners                       | Джейми                 |
| 2017      | ф   | Хэмстед                    | Hampstead                        | Филип                  |
| 2018      | с   | МакМафия                   | McMafia                          | Алекс Годман           |
| 2019      | ф   | Гарет Джонс                | Mr. Jones                        | Гарет Джонс            |
| 2019      | ф   | Маленькие женщины          | Little Women                     | Джон Брук              |
| 2020      | ф   | Обычное место              | Nowhere Special                  | Джон                   |
| 2021      | ф   | Увиденное и услышанное     | Things Heard & Seen              | Джордж                 |
| 2022      | ф   | Шпион, которого не было    | Rogue Agent                      | Роберт Хенди-Фригард   |
| 2023      | ф   | Бывшие мужья               | Ex-Husbands                      | Ник Пирс               |
| 2024      | ф   | Боб Марли: Одна любовь     | Bob Marley: One Love             | Крис Блэквелл          |
| 2025      | с   | Король и завоеватель       | King and Conqueror               | Гарольд II Годвинсон   |
| 2026      | с   | Дом Дракона                | House of the Dragon              | Ормунд Хайтауэр        |
|           | ф   | Жена и пёс                 | Wife & Dog                       |                        |

## Награды и номинации
| Год  | Награда               | Категория                         | Работа              | Результат | Прим.  |
| ---- | --------------------- | --------------------------------- | ------------------- | --------- | ------ |
| 2014 | Crime Thriller Awards | Лучшая мужская роль второго плана | «Счастливая долина» | Победа    | [ 37 ] |
| 2015 | BAFTA TV              | Лучшая мужская роль второго плана | «Счастливая долина» | Номинация | [ 38 ] |